# The Shock of the Lightning
The Shock of the Lightning è il primo singolo estratto da Dig Out Your Soul, settimo album in studio della band inglese Oasis edito nel 2008.
Scritta da Noel Gallagher e cantata dal fratello Liam, è stata trasmessa per la prima volta dalla BBC il 15 agosto. Trasmessa dalle radio italiane lo stesso giorno, è uscita in tutti i negozi di dischi il 29 settembre 2008, nonostante fosse già scaricabile una settimana prima.
Durante gli ultimi secondi della canzone è stato inserito un campionamento di Liam che canta il ritornello di Champagne Supernova riprodotto al contrario. Una scelta simile era stata adottata anche per l'introduzione di D'You Know What I Mean?, ma si trattava di un campionamento interno alla stessa canzone.
La canzone è stata utilizzata per lo spot della Jaguar, nota casa automobilistica inglese.

## Video musicale
Il videoclip prodotto per The Shock of the Lightning ha debuttato sul sito ufficiale del gruppo il 25 agosto alle 17:30, ed in seguito trasmesso su Channel 4 alle 23:40. Il video mostra Liam che si esibisce, mentre il resto del gruppo compare occasionalmente, intervallato da materiale di repertorio legato alla band. L'effetto iniziale, con il profilo di una testa con la luce sui capelli che va a rimpicciolirsi, è ispirato dalla copertina dell'album Hot Rocks 1964-1971 dei Rolling Stones.

## Tracce
Tutte le canzoni sono state scritte da Noel Gallagher.
CD / 7"
1. "The Shock of the Lightning", 5:02
2. "Falling Down" (Chemical Brothers remix), 4:32

iTunes / Oasisinet exclusive bundle
1. "The Shock of the Lightning", 5:02
2. "Falling Down" (Chemical Brothers remix), 4:32
3. "The Shock of the Lightning" (videoclip)

Edizione giapponese SICP 2112
1. "The Shock of the Lightning", 5:03
2. "The Shock of the Lightning" (Jagz Kooner remix), 6:38
3. "Lord Don't Slow Me Down", 3:18

## Formazione
- Liam Gallagher - voce, tamburello
- Noel Gallagher - chitarra elettrica, elettrofono, cori
- Gem Archer - chitarra elettrica, tastiere
- Andy Bell - basso, chitarra elettrica
- Zak Starkey - batteria

## Classifiche
| Classifica (2008)               | Posizione massima |
| ------------------------------- | ----------------- |
| Austria                         | 53                |
| Belgio (Fiandre)                | 40                |
| Belgio (Vallonia)               | 65                |
| Canada                          | 51                |
| Canada (digital)                | 45                |
| Francia                         | 38                |
| Germania                        | 48                |
| Giappone                        | 72                |
| Irlanda                         | 12                |
| Italia                          | 22                |
| Paesi Bassi                     | 47                |
| Regno Unito                     | 3                 |
| Stati Uniti                     | 93                |
| Stati Uniti (adult alternative) | 26                |
| Stati Uniti (alternative)       | 12                |
| Stati Uniti (digital)           | 60                |
| Svezia                          | 5                 |
| Svizzera                        | 42                |